# Praecoxanthus
Praecoxanthus là một chi thực vật có hoa trong họ Lan.